# Acacia turnbulliana
Acacia turnbulliana é uma espécie de leguminosa do gênero Acacia, pertencente à família Fabaceae.